# Fazil (ort)
Fazil är en ort i Azerbajdzjan.   Den ligger i distriktet Şəki Rayonu, i den centrala delen av landet, 230 km väster om huvudstaden Baku. Fazil ligger 384 meter över havet och antalet invånare är 380.
Terrängen runt Fazil är platt åt nordost, men åt sydväst är den kuperad. Närmaste större samhälle är Sheki, 18,2 km norr om Fazil. 
Trakten runt Fazil består till största delen av jordbruksmark. Runt Fazil är det ganska glesbefolkat, med 38 invånare per kvadratkilometer.